# نيوط مضلع جزائري
النيوط المضلع الجزائري أو سمندل الماء المضلع الجزائري أو السمندر المائي المضلع الجزائري (Pleurodeles nebulosus) هو نوع من السمندل في عائلة السمندرية الموجودة في الجزائر وتونس. الموائل الطبيعية لهذا السمندر هي الأنهار، الأنهار المتقطعة، المستنقعات والصهاريج، أهوار المياه العذبة، أهوار المياه العذبة المتقطعة والبرك . إنه مهدد بأن يتم تدمير موائله الطبيعية.